# 4107-es mellékút (Magyarország)
A 4107-es számú mellékút egy bő 15 kilométeres hosszúságú, négy számjegyű mellékút Szabolcs-Szatmár-Bereg vármegye északi-középső részén. Rohodtól húzódik Nyírmada érintésével Ilkig.

## Nyomvonala
A 41-es főútból ágazik ki, annak a 34+100-as kilométerszelvénye közelében, észak-északnyugati irányban, Rohod lakott területének déli szélén; ugyanott indul az ellenkező irányban a 49-es főút, mely a csengersimai határátkelőig vezet. Kossuth Lajos utca néven húzódik a község központjáig, amit nagyjából másfél kilométer után ér el, majd ott egy éles, közel derékszögű irányváltással északkeletnek fordul és kicsivel ezután ki is lép a belterületről.
4,3 kilométer után átlép Nyírmada határai közé, a település első házait 7,2 kilométer után éri el, a Vásár tér nevet felvéve. Alig 150 méterrel arrébb két elágazása is van: előbb beletorkollik északnyugat felől, Gyulaháza irányából a 4106-os út, amivel ezután egészen rövid közös szakaszuk következik, majd néhány lépésnyivel arrébb ugyanaz az út délkeletnek folytatódik, Pusztadobos irányába. A 4107-es innen Ady Endre út néven halad tovább, így éri el a belterület északkeleti szélét is, nagyjából 9,7 kilométer megtétele után.
A 11+650-es kilométerszelvénye közelében lépi át Ilk határát, a községet 14,4 kilométer megtétele után éri el. A lakott területen a Hajnal utca nevet viseli, így is ér véget Ilk központjában, beletorkollva a 4108-as útba, annak majdnem pontosan a 18. kilométere közelében.
Teljes hossza, az országos közutak térképes nyilvántartását szolgáló kira.kozut.hu adatbázisa szerint 15,139 kilométer.

## Története
1934-ben a kereskedelem- és közlekedésügyi miniszter 70 846/1934. számú rendelete a Rohod és Ilk központjai közti szakaszát harmadrendű főúttá nyilvánította, a Nyíregyháza és Vásárosnamény közti 362-es főút részeként.

## Települések az út mentén
- Rohod
- Nyírmada
- Ilk